# Флаг Сулейман-Стальского района
Флаг Сулейма́н-Ста́льского муниципа́льного райо́на — опознавательно-правовой знак, служащий официальным символом муниципального образования «Сулейман-Стальский район». Утверждён решением Собрания депутатов муниципального района «Сулейман-Стальский район» № 148 от 30 мая 2019 года. Внесён в Государственный геральдический регистр Российской Федерации под номером 12417.

## Описание флага
Описание флага гласит:
Прямоугольное двухстороннее полотнище с отношением ширины к длине 2:3, воспроизводящее фигуры герба муниципального района «Сулейман-Стальский район», выполненные зеленым белым и желтым цветом. Обратная сторона полотнища зеркально воспроизводит лицевую.
Флаг составлен на основе герба муниципального района и повторяет его символику.

## Обоснование символики
Флаг Сулейман-Стальского района отражает исторические, экономические и географические особенности муниципального образования.
Фигуры, изображенные на флаге, являются своеобразными художественными элементами национального ковроткачества — одного из наиболее древних и широко распространенных у лезгин видов декоративно-прикладного искусства.
Книга в золотом переплёте символизирует то, что район назван в честь местного уроженца — основоположника лезгинской и дагестанской поэзии, народного поэта Дагестанской АССР Сулеймана Стальского, родившегося и проведшего многие годы в расположенном на территории района ауле Ашага-Стал, от названия которого и происходит его псевдоним.
Книга в золотом окладе символизирует также то, что Сулейман-Стальская земля взрастила много разных заслуженных людей: 
- поэта-лирика Етима Эмина,
- конструктора Генриха Гасанова,
- основоположника дагестанской профессиональной музыки Готфрида Гасанова,
- доктора философских наук, академика РАН Абдусалама Гусейнова и других.

Старинный мост, расположенный в селе Касумкент, — символ связи времён, преемственности поколений местных жителей, согласия и уважения к традициям. Мост является символом преодоления водной преграды, экономического и социального развития района.
Сочетание зеленого и золотистого цветов символизирует природу с сельским хозяйством, являющиеся основой материального благополучия района. Применённые во флаге цвета и металлы дополняют символику флага:
- Зелёный цвет — символ природы, чистоты, здоровья, жизненного роста и светлого будущего.

- Золото (жёлтый цвет) — символ урожая, богатства, стабильности, зрелости, уважения. Кроме того, золото как цвет солнца символизирует радушие и гостеприимство жителей района.
- Серебро (белый цвет) — символ одухотворенности и взаимопонимания, чистоты помыслов и стремлений, совершенства и мира. Также серебро символизирует снежные вершины гор Кавказа[1].

## Предыдущий флаг

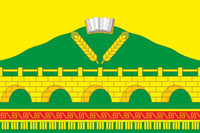
Флаг Сулейман-Стальского района 2018—2019 гг.

Флаг, принятый 30 мая 2019 года, имеет схожие черты с предыдущим флагом, утверждённый Решением Собрания депутатов муниципального района «Сулейман-Стальский район» VI созыва № 99 от 16 июля 2018 года «Об утверждении Положения о гербе и герба муниципального района „Сулейман-Стальский район“». На гербах присутствуют лезгинский национальный орнамент, мост, книга и гора. Однако на новом гербе отсутствуют красный цвет и колосья. Разработчиком герба, принятого 16 июля 2018 года, является Юрий Юрьевич Росич из Москвы.
Оборотная сторона флага является зеркальным отображением его лицевой стороны.